# شنان مفترش
الشَّنَّان المفترش (باللاتينية: Anabasis prostrata) نوع نباتي يتبع جنس الشَّنَّان من الفصيلة القطيفية.

## الموئل والانتشار
موطنها المغرب العربي.